# Рада Українського козацтва при Президентові України
Рада Українського козацтва, як консультативно-дорадчий орган при Президентові України, створена Указом Глави держави від 4 червня 2005 року № 916/2005. 
З метою створення ефективного механізму взаємодії органів державної влади та козацьких громадських організацій щодо розвитку історичних, патріотичних, господарських і культурних традицій Українського козацтва утворили Раду Українського козацтва як консультативно-дорадчий орган при Президентові України.  
Членами Ради є керівники всеукраїнських козацьких громадських організацій, зареєстрованих відповідно до Закону України "Про об'єднання громадян" .  
До складу Ради можуть входити також інші особи, які зробили значний внесок у відродження та розвиток Українського козацтва.  
Основними завданнями Ради є: 
- здійснення аналізу стану розвитку Українського козацтва, а також заходів із забезпечення взаємодії органів виконавчої влади і козацьких громадських організацій у сфері відродження історико-культурних і господарських традицій Українського козацтва;
- участь у розробленні та реалізації державних програм розвитку Українського козацтва; внесення в установленому порядку пропозицій щодо формування та реалізації державної політики у цій сфері.

Рада відповідно до покладених на неї завдань: 
- вивчає та аналізує стан розвитку козацького руху в Україні;
- здійснює підготовку у межах своїх повноважень рекомендацій щодо відродження та розвитку традицій Українського козацтва;
- вносить у встановленому порядку пропозиції щодо формування державної політики у сфері відродження та розвитку історичних, патріотичних, господарських та культурних традицій Українського козацтва, а також щодо сприяння роботі громадських, релігійних організацій, благодійних фондів, окремих громадян щодо відродження Українського козацтва;
- розробляє та бере участь у виконанні програм розвитку Українського козацтва;
- бере участь у розробленні проектів нормативно-правових актів з питань, що належать до її компетенції;
- сприяє укомплектуванню окремих підрозділів Збройних Сил України та інших військових формувань призовниками, які є членами козацьких організацій;
- сприяє охороні пам'яток історії та культури, природоохоронній та науково-пошуковій роботі, організації та проведенню фестивалів козацької творчості, спортивних змагань, вносить у встановленому порядку пропозиції щодо відновлення історичних назв, пов'язаних з історією Українського козацтва;
- проводить через засоби масової інформації інформаційну та роз'яснювальну роботу з проблем Українського козацтва, відродження та розвитку його історичних, патріотичних, господарських та культурних традицій.

Рада під час виконання покладених на неї завдань взаємодіє з органами виконавчої влади, органами місцевого самоврядування у питаннях відродження та розвитку історичних, патріотичних, господарських та культурних традицій Українського козацтва, а також з навчальними закладами, науковими установами щодо патріотичного виховання, організації фізкультурно-спортивної та культурно-просвітницької роботи серед молоді. 
Рада має право: 
- одержувати в установленому порядку від міністерств, інших центральних та місцевих органів виконавчої влади інформацію, документи і матеріали з питань, що належать до її компетенції;
- утворювати в разі потреби тимчасові робочі групи.

Рада здійснює свою діяльність на громадських засадах.  
Рада утворюється у складі голови, секретаря й інших членів Ради. 
Раду очолює Президент України. 
Членами Ради є керівники всеукраїнських козацьких громадських організацій, зареєстрованих відповідно до Закону України "Про об'єднання громадян". 
Для набуття членства в Раді керівник всеукраїнської козацької громадської організації подає на ім'я Голови Ради заяву, до якої додаються копія рішення вищого статутного органу всеукраїнської козацької громадської організації про підтвердження повноважень відповідного керівника, копії свідоцтва про реєстрацію 
всеукраїнської козацької громадської організації та статуту. 
До складу Ради можуть входити також інші особи, які зробили значний внесок у відродження та розвиток Українського козацтва. 
Рішення про введення до складу Ради таких осіб приймається Радою. 
Секретаря Ради призначає Президент України. Секретар Ради забезпечує діяльність Ради у період між її засіданнями, а також: 
- організовує діяльність Ради;
- формує порядок денний засідань Ради та скликає її засідання;
- за дорученням голови Ради представляє Раду у відносинах з центральними та місцевими органами виконавчої влади, підприємствами, установами, організаціями.

Організаційною формою роботи Ради є засідання, які проводяться в міру потреби, але не рідше одного разу на 3 місяці. Головуючим на засіданнях є голова Ради. За відсутності голови Ради її засідання відкриває секретар Ради, і Рада зі свого складу обирає головуючого. Рада правомочна вирішувати питання, якщо на її засіданні присутні більше половини її членів. Рішення Ради приймаються більшістю голосів членів Ради і оформляються протоколом. 
Члени Ради мають рівні права. Кожний член Ради має один голос. 
У разі якщо член Ради не згоден з її рішенням або не може бути присутнім на засіданні, він може висловити свою думку з питання, що розглядається, письмово. 
- Отаман Львівського козацтва при Президентові України є Кравець Петро Михайлович - при Львівському бюро технічної інвентарізації та експертної оцінки.

Є Гарнізонний Храм святих апостолів Петра і Павла, Центр Військового Капеланства, освячений 6 грудня 2011 року з нагоди 20-ї річниці створення Збройних сил України.